# آشغالدونی
«آشغالدونی» داستان بلند نمادگرایانه‌ای است از غلامحسین ساعدی که در سال ۱۳۴۵ در مجموعه داستانی با عنوان گور و گهواره از سوی انتشارات نیل منتشر شده‌است. محور این داستان نیز مانند دیگر داستان‌های شهری ساعدی ترس است؛ ترس از چیزی چنان آمیخته به زندگی و روابط انسان‌ها که مبدل به امری ناشناخته شده‌است؛ چیزی ساخته دست بشر (مانند پول) که محصول روابط اجتماعی آدم‌هاست که ساعدی آن را ترسی بدیهی‌تر و علاج‌ناپذیرتر از واهمه‌های فضای روستایی می‌داند.
این داستان به‌صورت اول‌شخص و از دریچه ذهن علی، جوانی شهرستانی که با پدرش گدایی می‌کند، روایت می‌شود. راوی و پدرش حین پرسه‌زدن در اطراف شهر به یک بیمارستان می‌رسند و آنجا می‌مانند. پسر وارد محیط بیمارستان می‌شود و با کارکنان بیمارستان دوست شده و از این راه برای خودش کارهایی پیدا می‌کند. او به‌تدریج بیشتر و بیشتر آلوده می‌شود و از نوجوانی فقیر به یک تبهکار مبدل می‌شود.
«آشغالدونی» نمونهٔ نگاه روشنفکران در نظام پیش از انقلاب ۱۳۵۷ ایران به مقولاتی چون بیکاری، انحطاط اخلاقی و سرکوب سیاسی در قالب داستان است که طی آن، ساعدی تلویحاً سوءاستفادهٔ عوامل حکومت از فرودستان و فقرا را نشان می‌دهد اما اقبال به داستان ساعدی باوجود محبوبیت خودش، کم بود و داستانی حاشیه‌ای خوانده شد؛ درحالی‌که ساعدی به سطحی عمیق‌تر نقب زده بود و تصویر درست‌تری از حاشیه‌نشینانی به‌دست می‌داد که در رخدادهای منجر به انقلاب ۱۳۵۷ ایران و پس از آن مؤثر بودند. ساعدی در این داستان، برخلاف بسیاری از نویسندگان رمانتیک، شهر را در مقابل روستا قرار نمی‌دهد؛ چراکه در پس شهر و روابط حاکم بر آن، روستا را می‌بیند و پس از گذشت پنجاه سال داستان همچنان برای خواننده باورپذیر است.
در سال ۱۳۵۳ داریوش مهرجویی با همکاری ساعدی فیلم‌نامه‌ای از روی داستان «آشغالدونی» نوشت که بر اساس آن فیلم دایرهٔ مینا به کارگردانی او ساخته شد. مهرجویی در دایرهٔ مینا، به نوعی واقع‌گرایی اجتماعی دست می‌یابد که سهم عمده‌ای از این اتفاق - هم‌چون فیلم گاو - از نوشتهٔ غلامحسین ساعدی است.
این داستان را در سال ۱۹۸۱ جولی اس. میثمی به انگلیسی ترجمه کرده و در مجموعه‌ای به کوشش حسن جوادی با عنوان دندیل: داستان‌هایی از زندگی ایرانیان به‌چاپ رسیده‌است.

## زمینه
به‌گفته حسین سناپور ساعدی داستان‌نویسی است که بیشتر به‌خاطر داستان‌های کوتاهش که در فضایی روستایی می‌گذرند، شهرت دارد، تا رمان‌ها و برخی داستان‌هایش که در فضاهای شهری می‌گذرند. او در داستان‌های روستایی‌اش، تا حدی به جغرافیا، فضای روستا و مشکلات رفاهی ساکنان می‌پردازد که مطمئن شود داستان فضایی سوررئال و تمثیلی پیدا نمی‌کند و تنها به پرداختن موادی از روستا بسنده می‌کند که بتواند مسائل هستی‌شناختی همه روستانشینان از جمله ترس از ناشناخته‌ها و چگونگی روبرو شدن با آن را بیان کند. در داستان‌های شهری ساعدی اما ظاهراً این ترس از عنصری طبیعی مانند دریا یا بیماری نیست. این ترس از چیزی است چنان آمیخته به زندگی و روابط انسان‌ها که مبدل به چیزی ناشناخته شده‌است؛ بنابراین آشکار نبودنش ممکن است به انکار نقش وهم‌انگیز و ترسناکش از سوی ساکنان منجر شود. سناپور معتقد است این ترس در داستان‌های شهری از جمله «آشغالدونی»، از چیزی ساخته دست بشر و محصول روابط اجتماعی آدم‌هاست (مانند پول) که ساعدی آن را ترسی بدیهی‌تر و علاج‌ناپذیرتر از واهمه‌های فضای روستایی می‌داند. به گفته حسن میرعابدینی قهرمانان داستان‌های شهری ساعدی، روشنفکران شکست‌خورده در آرمان و ولگردهایی هستند که با اضطراب زندگی در تهران مقابله می‌کنند.

### نویسنده

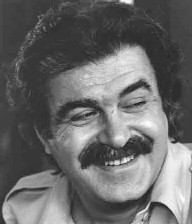
غلامحسین ساعدی

غلامحسین ساعدی (زادهٔ ۲۴ دی ۱۳۱۴، تبریز – درگذشتهٔ ۲ آذر ۱۳۶۴، پاریس) با نام مستعارِ گوهرِ مراد، نویسنده و پزشک ایرانی بود. ساعدی نمایشنامه نیز می‌نوشت و در کنار بهرام بیضایی و اکبر رادی از نامدارترین نمایشنامه‌نویسان زبان فارسی به‌شمار می‌رفت. از ویژگی‌های آثار او می‌توان به توانایی او در فضاسازی، ایجاد کشش و تعلیق، دوری از خلق شخصیت‌های بی‌هویت و سانتی‌مانتالیسم، پرداختن به فقر، بیماری، شکست و بیهودگی و توانایی در به‌تصویر کشیدن اختلالات روانی مانند جنون اشاره کرد. عبدالعلی دستغیب معتقد است جنبه رئالیستی آثار ساعدی، بسیار مهم است و مردمی که او به‌تصویر درمی‌آورد، مردمی است که هرروزه در اطراف ما زندگی می‌کنند. به این رئالیسم باید جنبه پاتولوژیک آثار او را نیز افزود؛ ساعدی به واسطه شغلش مطالعات و پژوهش‌هایی دارد که او را برای به‌تصویر درآوردن جنبه‌های بیمارگونه زندگی امروز توانا کرده‌است. به عقیده قاسم هاشمی‌نژاد اما ساعدی بیش از آن‌که داستان‌نویس باشد، قصه‌گوست و نتایج مشاهده‌ها و مطالعاتش را می‌نویسد؛ گرچه «بینش مضطرب» و پیشه‌اش در نوشتن قصه‌هایش تأثیر مستقیم داشته اما هاشمی‌نژاد آن را غیر از خلاقیت دانسته‌است. به عقیده حسین نوش‌آذر هیچ نویسنده‌ای به اندازه ساعدی به مهاجرت روستاییان به شهر (در نتیجه اصلاحات ارضی در ایران) نپرداخته و میرعابدینی آثار او را «شگفت‌انگیزترین تصویر از زندگی ولگردان» در ادبیات فارسی دانسته‌است. به گفته مهستی شاهرخی، داستان «آشغالدونی» یکی از عوامل دستگیری ساعدی به دست ساواک در سال ۱۳۵۳ بود.
سه فیلم براساس فیلمنامه‌های ساعدی ساخته شده‌است: گاو و دایرهٔ مینا به کارگردانی داریوش مهرجویی، و آرامش در حضور دیگران به کارگردانی ناصر تقوایی. به گفته پرویز جاهد غنای تصویری، نگاه اجتماعی و نقّادانه، و ساختار دراماتیک قویِ فیلمنامه‌های ساعدی سبب شده آثار ساخته‌شده بر مبنای این فیلمنامه‌ها، فیلم‌های موفقی در کارنامه‌های خالقانشان باشد.

## داستان
داستان «آشغالدونی» در ۱۰ صحنه روایت شده‌است و داستان پدر و پسری است که گدایی می‌کنند و در خیابان می‌خوابند. آنها اتفاقاً به فردی به نام آقاگیلانی برمی‌خورند که کارش خون گرفتن از آدم‌های فقیر در ازای پول است. نام پسر علی است و حدود ۱۷ سال دارد. آن‌ها به محل خون‌گیری می‌روند تا خونشان را بفروشند. علی خون می‌دهد اما پدرش که بیمار است، نمی‌تواند خون بدهد و به توصیه آقاگیلانی به بیمارستان می‌رود. در بیمارستان کارگری به نام زهرا دل علی را می‌برد و با سفارش و خواهش، معالجه پدرش را جلو می‌اندازد. علی که ساده و مظلوم است، کم‌کم با قواعد این نوع از زندگی آشنا می‌شود و مشغول کار می‌شود تا پول به‌دست بیاورد. زهرا و همکارانش به او کمک می‌کنند تا غذایی که از بیمارستان دزدیده‌اند را بفروشد و برای پدرش جلوی بیمارستان بساط چای‌فروشی راه می‌اندازند. علی هنگام فروختن غذا به عده‌ای فقیر برمی‌خورد و به فکر می‌افتد آن‌ها را برای خون‌گیری ببرد. هم‌زمان برای چند نفر که مأمورهای امنیتی هستند، به خبرچینی می‌پردازد تا پول بیشتری به‌دست بیاورد. پس از مدتی، قوّادی زنان و دختران بیمارستان و قاچاق‌فروشی را هم به فهرست کارهایش اضافه می‌کند. در این میان اسماعیل که راننده بیمارستان است به خبرچین بودن او پی می‌برد و او را می‌زند اما علی در حین گزارش دادن ورود یک پزشک به بیمارستان، به مأموران می‌گوید اسماعیل مزاحم کارش شده‌است و مأموران وعده می‌دهند تنبیه‌اش کنند.

## نگارش و چاپ
مجموعه داستان گور و گهواره ابتدا در سال ۱۳۴۵ از سوی انتشارات نیل به چاپ رسید. چاپ بعدی آن را انتشارات آگاه و در سال ۱۳۵۶ منتشر کرده‌است. پس از انقلاب ناشران مختلفی به چاپ آن مبادرت کردند. انتشارات نگاه در سال ۱۳۸۶ امتیاز چاپ آثار ساعدی را از خانواده‌اش دریافت کرده و گور و گهواره را تجدید چاپ کرد. این انتشارات در سال ۱۳۹۷ داستان «آشغالدونی» را به صورت مجزا به چاپ رساند.
ترجمه
این داستان را در سال ۱۹۸۱ جولی اس. میثمی به انگلیسی ترجمه کرده و در مجموعه‌ای به کوشش حسن جوادی با عنوان دندیل: داستان‌هایی از زندگی ایرانیان به‌چاپ رسیده‌است.

## عناصر داستان
«وقتی من میگم به‌درک، تو باید بگی به درک هم بری و برنگردی. اگه من جواب بدتری دادم، تو باید بدترترشو بگی. عوض یه فحش باید صدتا فحش بدی. اگه‌م دست‌به‌یقه شدیم، نباید از میدون دربری و نبایدم بخوری. اگه من یه سیلی تو گوش تو زدم، تو باید یه مشت قایم بکوبی زیر چونهٔ من. این کارارو نکنی، همیشه توسری‌خوری، و آدمای توسری‌خور به‌درد این جهنم‌دره نمی‌خورن.»

«آشغالدونی»
داستان «آشغالدونی» حدود ۲۰٬۰۰۰ کلمه است که به‌صورت اول‌شخص و از دریچه ذهن علی، جوانی شهرستانی که با پدرش گدایی می‌کند، روایت می‌شود. راوی و پدرش حین پرسه زدن در اطراف شهر به یک بیمارستان می‌رسند و آنجا می‌مانند. پسر وارد محیط بیمارستان می‌شود و با کارکنان بیمارستان دوست شده و از این راه برای خودش کارهایی پیدا می‌کند. او به‌تدریج بیشتر و بیشتر آلوده می‌شود و از نوجوانی فقیر به یک تبهکار مبدل می‌شود. راوی تا اواخر داستان نامی ندارد و تنها وقتی صاحب اسم می‌شود که دیگر آن پسر گیج‌وگنگ روستایی نیست و به لطف آشنایی با روابط مبتنی بر پول برای خود جایگاهی مانند باقی آدم‌ها پیدا کرده‌است. شخصیت علی ذاتاً شرور نیست اما شرایط و محیطی که در آن قرار می‌گیرد، خصوصیات منفی را در او رشد می‌دهد. هم‌چنان‌که «آشغالدونی» استعاره از محیط اوست، سقوط تدریجی او در این محیط درون‌مایه داستان است که با همکاری علی با مأموران ساواک برای لو دادن دکتر معترض بیمارستان، کامل می‌شود.
آقاگیلانی دلال خون‌فروش نیز مانند بسیاری از آدم‌های داستان‌های ساعدی تنهاست و از روی بدجنسی به دیگران ستم نمی‌کند؛ بلکه به عقیده عبدالعلی دستغیب ناگزیر از «بیدادگری» است. او در اتاق محقری مملو از میز و صندلی شکسته زندگی می‌کند و شب‌ها به می‌گساری می‌نشیند. حسن میرعابدینی داستان «آشغالدونی» را مانند برخی داستان‌های او، داستان اوباش دانسته‌است؛ داستانی که طی آن جوان ولگردی به خون‌فروشی روی می‌آورد و برای ساواک خبرچینی می‌کند.
پدر پیر او، بیمار است و هرچه می‌خورد بالا می‌آورد؛ در نتیجه همیشه گرسنه است. او پسرش را مسبب همه بدبختی‌های خود و اجتماع می‌داند و ناراحتی‌اش را بر سر او خالی می‌کند. شخصیت راوی از پدرش ناراضی است و پدر نفرتش را برمی‌انگیزد. به عقیده حسین سناپور، پدر گذشته راوی است که از روستا بریده و حریص به خوردن است اما سیری ندارد. راوی هم مانند او حریص است اما به پول و مجبور است برای پدر کاری جور کند تا پدر دست از سرش بردارد.
محیط داستان «آشغالدونی» بیمارستان، حواشی متروک شهر و جهانی زیرزمینی است که در آن خون دادوستد می‌شود. در توصیف‌های ساعدی هیچ نشانه‌ای از اسم بیمارستان و خیابانی که در آن واقع شده، وجود ندارد. به عقیده سناپور، ساعدی سعی در واقعی نمایاندن مکان‌ها از جمله بیمارستان دارد. یعنی تاحدی از مکان می‌گوید که باورپذیر و واقعی باشد اما در نشان دادن جزئیات، خست به‌خرج می‌دهد تا مکان «تشخصی رئالیستی» پیدا نکند. به باور او بیمارستان نمادی از شهر است و ساعدی از ماهیتش که انسان‌ها را از خودشان تهی کرده، انتقاد می‌کند. به نظر رحیم فرخ‌نیا، بیمارستان نقشی اساسی در تغییر رفتار راوی دارد و به نوعی، نماد فضای اجتماعی آن روز ایران است و فرهنگی که بر آن حاکم است، فرهنگ زنده ماندن و کسب پول به هر قیمت است.

## بازخورد
اسدالله امرایی «آشغالدونی» را نمونهٔ نگاه روشنفکران در نظام پیش از انقلاب ۱۳۵۷ ایران به مقولاتی چون بیکاری، انحطاط اخلاقی و سرکوب سیاسی در قالب داستان دانسته که طی آن، ساعدی تلویحاً سوءاستفادهٔ عوامل حکومت از فرودستان و فقرا را نشان می‌دهد.
حسین سناپور معتقد است ساعدی در «آشغالدونی» برخلاف بسیاری از نویسندگان رمانتیک، شهر را در مقابل روستا قرار نمی‌دهد چراکه در پس شهر و روابط حاکم بر آن، روستا را می‌بیند. او بر این باور است که داستان ساعدی پس از گذشت پنجاه سال برای خواننده باورپذیر است و با اینکه داستان ساعدی رئالیستی نیست اما می‌توان هنوز آن را مانند داستانی واقع‌گرایانه و مربوط به مسائل زندگی امروزی خواند.
عبدالعلی دستغیب معتقد است ساعدی در این داستان نیز مانند برخی داستان‌هایش «اوصاف دلخراشی» از زندگی در شهرهای بزرگ به‌دست می‌دهد و روحیات قشرهای ضعیف جامعه و شکل زندگی‌شان را به‌تصویر می‌کشد. او معتقد است ساعدی محیط اجتماعی را فدای پرداختن به عناصر روانی نکرده و انحرافات روانی را به شرایط اجتماعی وابسته می‌داند.
وحید والی‌زاده با مقایسه «آشغالدونی» با داستان «۲۴ ساعت در خواب و بیداری» اثر صمد بهرنگی، معتقد است باوجود محبوبیت ساعدی، «آشغالدونی» اقبال داستان بهرنگی را که به «نگاه و درک غالب» نیروهای چپ در ایران تبدیل شد، نیافت و داستانی حاشیه‌ای خوانده شد. درحالی‌که ساعدی به سطحی عمیق‌تر نقب زده بود و تصویر درست‌تری از قشری به‌دست می‌داد که به‌زعم والی‌زاده، از پشت به این نیروهای سیاسی مبارز پیش از انقلاب ۱۳۵۷ ایران «خنجر» زدند.
رحیم فرخ‌نیا در مجله مطالعات جامعه‌شناختی مسئله اصلی ساعدی را در داستان «آشغالدونی» پرداختن به معضلاتی دانسته که انسانیت انسان را نشانه رفته‌اند؛ معضلاتی که فضای اجتماعی شهر را چنان تغییر می‌دهند که شهروندان دچار فراموشی اخلاقی می‌شوند.
مصطفی بیان (داستان‌نویس) معتقد است داستان «آشغالدونی» داستان پناه بردن آدم‌ها به «مدرنیسم آبکی»، مانند بیمارستان، و تبعات آن است. ساعدی بنا دارد از دنیای فقیران و نیازمندان، آشنایی‌زدایی کند و نشان دهد گرچه این دنیا معصوم به نظر می‌رسد اما تا عمقش «گناهکار» است و در آن آدم‌های نیازمند دست به «آدم‌فروشی و دریدن هم» می‌زنند.

## اقتباس سینمایی

پوستر فیلم دایره مینا اثر داریوش مهرجویی (۱۳۵۳) بر اساس اقتباسی از« آشغالدونی» نوشته غلامحسین ساعدی

در سال ۱۳۵۳ داریوش مهرجویی با همکاری ساعدی در نوشتن فیلم‌نامه از روی داستان «آشغالدونی»، فیلم دایرهٔ مینا را ساخت. این فیلم پنجمین فیلم داریوش مهرجویی و نخستین فیلم رنگی او و دومین کار مشترک او و غلامحسین ساعدی بعد از فیلم گاو است که اقتباسی بود از مجموعه داستان غلامحسین ساعدی به نام عزاداران بیل. دایره مینا در ۱۳۵۳ ساخته شد اما پروانه نمایش نگرفت. تا آن که سرانجام در ۱۳۵۶ پروانهٔ نمایش گرفت و اکران عمومی آن در روز ۲۳ فروردین ۱۳۵۷ بود. مهرجویی دربارهٔ همکاری‌اش با ساعدی گفته‌است که «ارتعاشات ما به هم می‌خورد؛ یک چیزهایی من به او می‌دادم و چیزهایی هم او به من می‌داد.» به گفته جواد طوسی «مهرجویی در «دایرهٔ مینا»، به یک واقع‌گرایی اجتماعی دست می‌یابد و سهم عمده‌ای از این موفقیت -هم‌چون فیلم «گاو» - از نوشتهٔ غلامحسین ساعدی است.»
تغییراتی که فیلم نسبت به داستان دارد عمدتاً یا به ضرورت‌های هنری است یا به دلیل شدیدتر بودن ممیزی در سینما نسبت به کتاب است. جواد طوسی در پانویس مقاله‌ای که دربارهٔ فیلم شیرک مهرجویی نوشته‌است می‌نویسد: «ساعدی در داستان «آشغالدونی»، با مطرح کردن همکاری علی با مأموران ساواک در جهت لو رفتن و دستگیری دکتر معترض بیمارستان، به سقوط کامل شخصیت علی تأکید دارد ولی مهرجویی در «دایرهٔ مینا»، به لحاظ عدم امکان بیان صریح این مطلب در آن زمان، اوج سیر قهقرایی شخصیت علی را با بی‌تفاوتی او در قبال مرگ پدرش به تصویر می‌کشد.» امید روشن‌ضمیر در این‌باره می‌نویسد: «مهرجویی در اقتباس این داستان، همان سبک واقع‌گرایانهٔ ساعدی را اختیار کرده‌است و وقایع را بدون حشو، با تکنیکی حساب‌شده، نمایش می‌دهد. به خاطر شرایط دوران تهیهٔ فیلم، قسمت خبرچین شدن علی کنار گذاشته شده و در عوض، داستان دکتر جوانی به آن اضافه شده که سعی می‌کند آزمایشگاه خونی دایر کند تا نفوذ دلال خون را که خونِ آلوده به بیمارستان می‌فروشد، از بین ببرد.» به عقیده پرویز جاهد، در اقتباس مهرجویی برخی ویژگی‌های روانکاوانه شخصیت علی در داستان، به دلیل تغییر زاویه دید از اول‌شخص به سوم‌شخص، از بین رفته‌است. او معتقد است نگاه بدبینانه ساعدی به اجتماع، در داستان پررنگ‌تر از فیلم است.

## یادداشت
1. ↑  Julie S. Meisami
2. ↑  Dandil: Stories from Iranian life